# اندی برنهم
اندرو ماری برنهم (به انگلیسی: Andrew Murray Burnham) (زادهٔ ۷ ژانویهٔ ۱۹۷۰) سیاستمدار بریتانیایی و از مهٔ ۲۰۱۷ شهردار منچستر بزرگ است. برنهم از ۲۰۰۱ تا ۲۰۱۷ نمایندهٔ مجلس از حوزهٔ انتخابیهٔ لِی بود. او از اعضای حزب کارگر است.
برنهم متولد ۱۹۷۰ در اینتری، مرزی‌ساید در حوالی بندر لیورپول است.
برنهم در کابینهٔ گوردون براون مدتی وزیر بهداشت و مدتی وزیر فرهنگ، رسانه، ورزش بریتانیا بود. او پس از استعفای براون از رهبری حزب کارگر در سال ۲۰۱۰ برای انتخابات رهبری حزب نامزد شد ولی از بین ۵ نفر، چهارم شد. اد میلیبند برندهٔ انتخابات بود. پس از استعفای میلیبند از رهبری حزب در پی شکست حزب کارگر در انتخابات سراسری ۲۰۱۵ بریتانیا، برنهم دوباره برای انتخابات رهبری حزب اعلام نامزدی کرد ولی از جرمی کوربین شکست خورد.
او هم‌اکنون شهردار منچستر بزرگ است و برای شرکت در انتخابات شهرداری منچستر در سال ۲۰۱۷ از سمتش به عنوان نمایندهٔ مجلس استعفا کرد.